# Khalilabad
För andra betydelser, se Khalilabad (olika betydelser).
Khalilabad är en stad i den indiska delstaten Uttar Pradesh, och är den administrativa huvudorten för distriktet Sant Kabir Nagar. Staden hade 47 847 invånare vid folkräkningen 2011.